# Miles Marsico
Miles Anthony Marsico (* 23. März 1987 in Los Angeles County, Kalifornien) ist ein ehemaliger US-amerikanischer Schauspieler und Synchronsprecher. Als Kinderdarsteller erlangte er ab Mitte der 1990er internationale Bekanntheit, nachdem er in diversen Filmen und Fernsehserien aufgetreten war. Von 1997 bis 2004 wurde er jedes Jahr einmal für einen Young Artist Award nominiert, konnte diesen Preis jedoch nie gewinnen.
Oftmals wurde er unter der falschen Schreibweise seines Familiennamens als Miles Marisco gelistet. Mit der etwas jüngeren Olivia Marsico hat er eine Schwester, die ebenfalls im Schauspielbereich tätig ist. Auch sie wurde in den Jahren 1999 und 2004 für einen Young Arist Award nominiert und konnte ebenfalls keinen gewinnen.

## Leben und Karriere
Miles Anthony Marsico wurde am 23. März 1987 im Los Angeles County, dem bevölkerungsreichsten County der Vereinigten Staaten, im US-Bundesstaat Kalifornien geboren. Seine ersten nennenswerten Einsätze in Film und Fernsehen hatte er als Siebenjähriger, als er unter anderem in der Rolle eines Strolches im 1994 veröffentlichten Film Die kleinen Superstrolche mitwirkte. Nachdem er 1995 in einer Episode von MADtv mitgewirkt hatte, übernahm er im darauffolgenden Jahr Gastrollen in je einer Folge von Maybe This Time, Eine schrecklich nette Familie, Grace und Townies. Des Weiteren spielte er in diesem Jahr in Eric Laneuvilles Drama Ein hoher Preis mit. Bei der Verleihung der Youth in Film Awards 1997 wurde Marsico für sein Engagement in Eine schrecklich nette Familie erstmals für einen Youth in Film Award in der Kategorie „Best Performance in a TV Comedy: Guest Starring Young Performer“ nominiert. 1997 folgten für den Nachwuchsdarsteller Einsätze in je einer Episode von Johnnytime, der Drew Carey Show, Frasier und Ned & Stacey. Bei den Youth in Film Awards 1998 wurde er daraufhin für seine dargebotenen Leistungen in Johnnytime für einen Youth in Film Award in der Kategorie „Best Performance in a TV Comedy Series: Guest Starring Young Actor“ nominiert. Die nur kurzlebige Serie Johnnytime von John Kassir, der die Serie unter anderem mit Gil Wadsworth produzierte, war im Stil einer alten Pee-wee-Herman-Show aufgebaut. Im Jahre 1998 sah man ihn im Kurzfilm Can I Play? von Regisseur Jim Katz sowie in Gastrollen in Friends und Hinterm Mond gleich links. Außerdem übernahm er in Familienchaos von Regisseur Craig Saavedra die Nebenrolle des Rhandy Bloom, für die er im darauffolgenden Jahr bei den Youth in Film Awards 1999 in der Kategorie „Best Performance in a Feature Film: Supporting Young Actor“ nominiert wurde. In diesem Jahr erhielt auch seine Schwester Olivia ihre erste Nominierung, dabei für ihren Gastauftritt in der nur kurzlebigen The-WB-Serie Hyperion Bay.
Auch im Jahr 1999 hatte Miles Marsico diverse Rollen inne. Während er zu Gastauftritten in Verrückt nach dir und Emergency Room – Die Notaufnahme kam, übernahm er auch Tätigkeiten im Voice-over-Bereich des Films Das Geisterschloß, in dem er unter anderem für die Kinderstimmen zuständig war. Einen weiteren Auftritt, der zunehmend zu seiner internationalen Bekanntheit beitrug, hatte er auch als Anton in Stuart Little unter der Regie von Rob Minkoff. In der deutschsprachigen Synchronfassung des Films wurde ihm von Pierre Peters-Arnolds die Stimme geliehen. Des Weiteren übernahm er in diesem Jahr auch erste Sprechrollen in der Nickelodeon-Animationsserien Rocket Power, in der er bis 2002 in diversen. Sprechrollen zu hören war. Für seine Rolle des Anton wurde er daraufhin abermals für einen Youth in Film Award in der Kategorie „Best Performance in a Feature Film: Supporting Young Actor“ nominiert, konnte den Preis jedoch abermals nicht gewinnen. Zu verhältnismäßig wenigen Auftritten kam er im neuen Jahrtausend, als man ihn in Christopher Coppolas Drama Bel Air sah, wo er eine jüngere Version des Hauptcharakters Curson Beeley (gespielt von Marc Coppola, dem Bruder des Regisseurs) mimte. Weiters übernahm er 2000 einen Gastrolle in einer Folge von The Jersey, sowie eine wiederkehrende Rolle in Son of the Beach, einer Baywatch-Parodie. Für seinen Gastauftritt in The Jersey erhielt er 2001 erneut eine Nominierung für einen Young Artist Award, nachdem der Youth in Film Award umbenannt wurde, in der Kategorie „Best Performance in a TV Comedy Series: Guest Starring Young Performer“.
Ab dem neuen Jahrtausend nahmen seine Film- und Fernsehauftritte weitgehend ab. 2001 hatte er nur einen Gastauftritt in einer Episode der neuseeländischen Serie Trading Places von Produzentin Julie Christie, wurde aber auch für die Sprech- und Hauptrolle des Jason in der englischsprachigen Synchronfassung der französischen Animationsserie Jason et les héros de l’Olympe (engl. Jason and the Heroes of Mount Olympus) gebucht. Für seinen Gastrolle in Trading Places wurde er bei der Verleihung der Young Artist Awards 2002 für einen Young Artist Award in der Kategorie „Best Performance in a TV Comedy Series: Guest Starring Young Actor“ nominiert. Im nachfolgenden Jahr 2002 kam Marsico wieder zu einer Reihe von Gastauftritten in Fernsehserien. Dabei wirkte er in je einer Episode von Malcolm mittendrin, The Zeta Project und Für alle Fälle Amy mit und wurde bei den Young Artist Awards 2003 für seine Darbietung in Malcolm mittendrin erneut in der Kategorie „Best Performance in a TV Comedy Series: Guest Starring Young Actor“ nominiert. Nach einer weiteren Tätigkeit als Synchronsprecher bei der DVD-Produktion von Recess: All Growed Down, einer Filmadaption der Disney-Serie Disneys Große Pause und zugleich dem letzten Projekt basierend auf der Serie, neigte sich seine Schauspielkarriere dem Ende zu. Nachdem er im Jahre 2004 für seine schauspielerische Leistung in Für alle Fälle Amy seine achte sieglose Young-Artist-Award-Nominierung erhielt, auch seine Schwester ging in diesem Jahr für ihre Darstellung in Hotel Lobby leer aus und erhielt nur eine Nominierung, kam er im Jahre 2005 noch zu einem Filmauftritt im Independent-Film The Toast von Filmemacher und Schauspiellehrer Kevin McDermott. Unter McDermott wurde er auch für sein Filmdebüt in Die Superstrolche im Jahre 1994 vorbereitet und trainiert. Im darauffolgenden Jahr 2006 war er noch in der Sprechrolle des Kängurus Duke in der englischsprachigen Originalfassung von Tierisch wild zu hören, ehe er fortan in keiner weiteren namhaften Film- oder Fernsehproduktion mehr eingesetzt wurde. In der deutschen Synchro des Films wurde seinem Charakter die Stimme von Daniel Schlauch geliehen.

## Filmografie
Filmauftritte (auch Kurzauftritte)
- 1994: Die kleinen Superstrolche (The Little Rascals)
- 1996: Ein hoher Preis (A Case for Life)
- 1998: Familienchaos (Rhapsody in Bloom)
- 1998: Can I Play? (Kurzfilm)
- 1999: Das Geisterschloß (The Haunting) (Sprechrolle)
- 1999: Stuart Little
- 2000: Bel Air
- 2003: Recess: All Growed Down (Sprechrolle)
- 2005: The Toast
- 2006: Tierisch wild (The Wild) (Sprechrolle)

Serienauftritte (auch Gast- und Kurzauftritte)
- 1995: MADtv (1 Episode)
- 1996: Maybe This Time (1 Episode)
- 1996: Eine schrecklich nette Familie (Married... with Children) (1 Episode)
- 1996: Grace (Grace Under Fire) (1 Episode)
- 1996: Townies (1 Episode)
- 1997: Johnnytime (1 Episode)
- 1997: Drew Carey Show (The Drew Carey Show) (1 Episode)
- 1997: Frasier (1 Episode)
- 1997: Ned & Stacey (1 Episode)
- 1998: Friends (1 Episode)
- 1998: Hinterm Mond gleich links (3rd Rock from the Sun) (1 Episode)
- 1999: Verrückt nach dir (Mad About You) (1 Episode)
- 1999: Emergency Room – Die Notaufnahme (ER) (1 Episode)
- 1999–2002: Rocket Power (3 Episoden) (Sprechrollen)
- 2000: The Jersey (1 Episode)
- 2000: Son of the Beach (2 Episoden)
- 2001: Trading Places (1 Episode)
- 2001: Jason and the Heroes of Mount Olympus (Jason et les héros de l’Olympe) (Sprechrolle)
- 2002: Malcolm mittendrin (Malcolm in the Middle) (1 Episode)
- 2002: The Zeta Project (1 Episode) (Sprechrolle)
- 2002: Für alle Fälle Amy (Judging Amy) (1 Episode)

## Nominierungen
- 1997: Youth in Film Award in der Kategorie „Best Performance in a TV Comedy: Guest Starring Young Performer“ für sein Engagement in Eine schrecklich nette Familie[1]
- 1998: Youth in Film Award in der Kategorie „Best Performance in a TV Comedy Series: Guest Starring Young Actor“ für sein Engagement in Johnnytime[2]
- 1999: Youth in Film Award in der Kategorie „Best Performance in a Feature Film: Supporting Young Actor“ für sein Engagement in Familienchaos[3]
- 2000: Youth in Film Award in der Kategorie „Best Performance in a Feature Film: Supporting Young Actor“ für sein Engagement in Stuart Little[4]
- 2001: Young Artist Award in der Kategorie „Best Performance in a TV Comedy Series: Guest Starring Young Performer“ für sein Engagement in The Jersey[6]
- 2002: Young Artist Award in der Kategorie „Best Performance in a TV Comedy Series: Guest Starring Young Actor“ für sein Engagement in Trading Places[7]
- 2003: Young Artist Award in der Kategorie „Best Performance in a TV Comedy Series: Guest Starring Young Actor“ für sein Engagement in Malcolm mittendrin[8]
- 2004: Young Artist Award in der Kategorie „Best Performance in a Television Series: Guest Starring Young Actor“ für sein Engagement in Für alle Fälle Amy[9]